# Miguel Ángel Mori
Miguel Ángel Mori (Buenos Aires, 17 maggio 1943 – Baradero, 13 aprile 2009) è stato un calciatore argentino, di ruolo centrocampista.

## Palmarès

### Competizioni nazionali
- Campionato argentino: 1

Racing Avellaneda: 1966

### Competizioni internazionali
- Coppa Intercontinentale: 1

Racing Avellaneda: 1967
- Coppa Libertadores: 3

Independiente: 1964, 1965
Racing Avellaneda: 1967